# 東京女学校
東京女学校（とうきょうじょがっこう）は、1872年1月（明治4年12月）、東京府下竹橋（現在の東京都千代田区）に設立された官立（国立）の女学校である。通称は「竹橋女学校」（たけばしじょがっこう）。1877年廃校。

## 概要
1872年、「官立女学校」として設置・開校され、同年のうちに（官立）東京女学校と改称された。新時代の女子教育の中心機関として期待されたが、西南戦争後の財政難を理由にわずか5年で廃校となり、事実上東京女子師範学校に統合され、その附属高等女学校として継承された。現在のお茶の水女子大学附属中学校・お茶の水女子大学附属高等学校の源流である。
同校開設に合わせ、女子の服装に士分男子の袴を取り入れることが太政官正院より指令され、これが近代教育の場における女子の服装の出発点になった。

## 沿革
1872年1月（明治4年12月）、文部省は官立の女学校を東京に設置し生徒を募集する旨を布達し、同年3月（明治5年）「官立女学校」（同年末「東京女学校」と改称）を開校した。開校当初の入学資格は華族より平民に至るまで7歳以上15歳までの女子であったが、1874年（明治7年）の学則改正により小学校卒業以上の学力を持つ14歳以上17歳以下の女子とされ、中等教育相当の機関としての性格を強めた。教科は尋常小学科の諸教科のほか、「外国人ト語ヲ通シ博学明識ノモノト相交リ見聞ヲ広大ナラシムル」という見地から英語が加えられ、小学科は日本人の女性教師、英語は3名のアメリカ人女性が担当した。さらに動物・植物・金石・物理・化学・歴史・文法・作文・地理など広範囲かつ一般教養が教授され、同時代の他の（公立・私立）女子教育機関と比べかなり程度の高い教育がなされた。1873年の時点で生徒は38名であったが、1875年、女性教員養成のための東京女子師範学校開校にともない、より高い学問を求めて東京女学校からかなりの数の生徒が女子師範に転入学した。そして1877年の西南戦争により新政府の財政難が深刻化すると同年2月19日廃校となった。
東京女学校廃校にともない、在学生は東京女子師範に新設された「英文科」に収容された。同科は「別科」ついで「予科」への改称・改組を経て1879年3月に廃止され、生徒は私立の女子師範予備学校に移されたが、翌1880年7月には東京女子師範に再び予科が設置、旧生徒は復校した。女子師範予科は1882年7月、修業年限5年の附属高等女学校に改組され、日本最初の高等女学校となった。附属高女は東京女子師範の東京師範学校への統合（1885年）にともない、1886年には独立して文部省直轄の「東京高等女学校」となったが、1890年3月、女子高等師範学校が高等師範学校から分離独立すると、再びその附属校に復帰した（（東京）女子高等師範学校附属高等女学校）。この附属高女が戦後の学制改革により1947年（昭和23年）から翌1948年にかけて、新制中学校・高等学校である附属中学校・附属高等学校に改組され（1952年以降1980年3月までは東京女高師の後身校であるお茶の水女子大学文教育学部の、1980年4月以降はお茶の水女子大学の、2004年4月以降は国立大学法人お茶の水女子大学の附属校に改組されて）現在に至っている。

## 年表
- 1872年
  - 1月（旧暦:明治4年12月）：文部省、東京府下に官立の女学校を設置することを布達。
  - 3月（旧暦:明治5年2月）- 官立女学校が開校。
  - 12月（旧暦:明治5年11月） - 東京女学校と改称。修業年限6年。
- 1874年（明治7年）- 学則を改正し、中等教育相当機関に改組（入学資格を小学校卒業程度とする）。
- 1877年（明治10年）2月19日 - 西南戦争による財政難で、東京女学校が廃校となり、在校生は東京女子師範学校に移され英文科に収容された。
- 1878年（明治11年）
  - 1月 - 英文科を「別科」と改称。
  - 7月 - 別科が廃止され、生徒を東京女子師範学校予科に編入。
- 1879年（明治12年）3月24日 - 予科が廃止され、生徒を私立の女子師範予備学校に収容。
- 1880年（明治13年）7月 - 東京女子師範が予科を再設し、旧生徒を復校。
- 1882年（明治15年）7月10日 - 予科を改組し修業年限5年の附属高等女学校を設置（授業開始は同年9月）。
- 1886年（明治19年）
  - 2月18日 - 文部大臣官房所属とし「高等女学校」と改称。
  - 6月19日 - 「東京高等女学校」と改称。
- 1887年（明治20年）10月4日 - 文部省直轄学校となる。
- 1890年（明治22年）3月25日  - 女子高等師範学校（のち東京女子高等師範学校）の設立にともない同校の本科附属となる。

以下東京女子高等師範学校#附属学校園を参照。

## 校地の変遷
1873年3月の開校に際して校地は神田雉子橋近くに置かれたが、同年12月の東京女学校への改称と同時期に竹橋近くの竹平町（現在の千代田区一ツ橋1丁目）に移転した。本校の通称である「竹橋女学校」はこの校地の所在地に由来する。

## 主要な出身者
- 鳩山春子 - 在学時は多賀春子。『自叙伝』で本校についての回想を記している[2]。
- 石井筆子 - 在学時は渡辺筆[3]。
- 黒田琴 - 在学時は青木琴[4]。
- 杉陽 - 杉亨二の娘。のち平井晴二郎と結婚したが早世[5]。
- 津田恭仁 - 津田真道の娘。のち谷森真男と結婚したが早世[6]。
- 中村せん - 父は中村清行（旧豊橋藩家老）[7]。のち高嶺秀夫と結婚[8]。
- 渋沢歌子 - 渋沢栄一の娘。のち穂積陳重と結婚[8]。
- 富永銈 - 父は富永発叔（旧横須賀藩家老）。芳英女塾（英学の私塾）やA六番女学校で学んだ後に入学。のち園田孝吉と結婚[8]。
- 吉田房栄 - 京都の新英学校及女紅場に学んだのち入学。廃校後は東京女子師範に進み、女学校教員となる。のち数学・理化学教員の小室真咲と結婚[9]。
- 巌谷幽香（富森幽香） - 父は巖谷一六（修）。廃校後は跡見女学校に学ぶ。結婚後、キリスト教受洗、同志社女学校教員・舎監[10]。